# Fuscaldo
Fuscaldo – miejscowość i gmina we Włoszech, w regionie Kalabria, w prowincji Cosenza.
Według danych na rok 2004 gminę zamieszkiwało 8325 osób, 138,8 os./km².